# Hærvejen

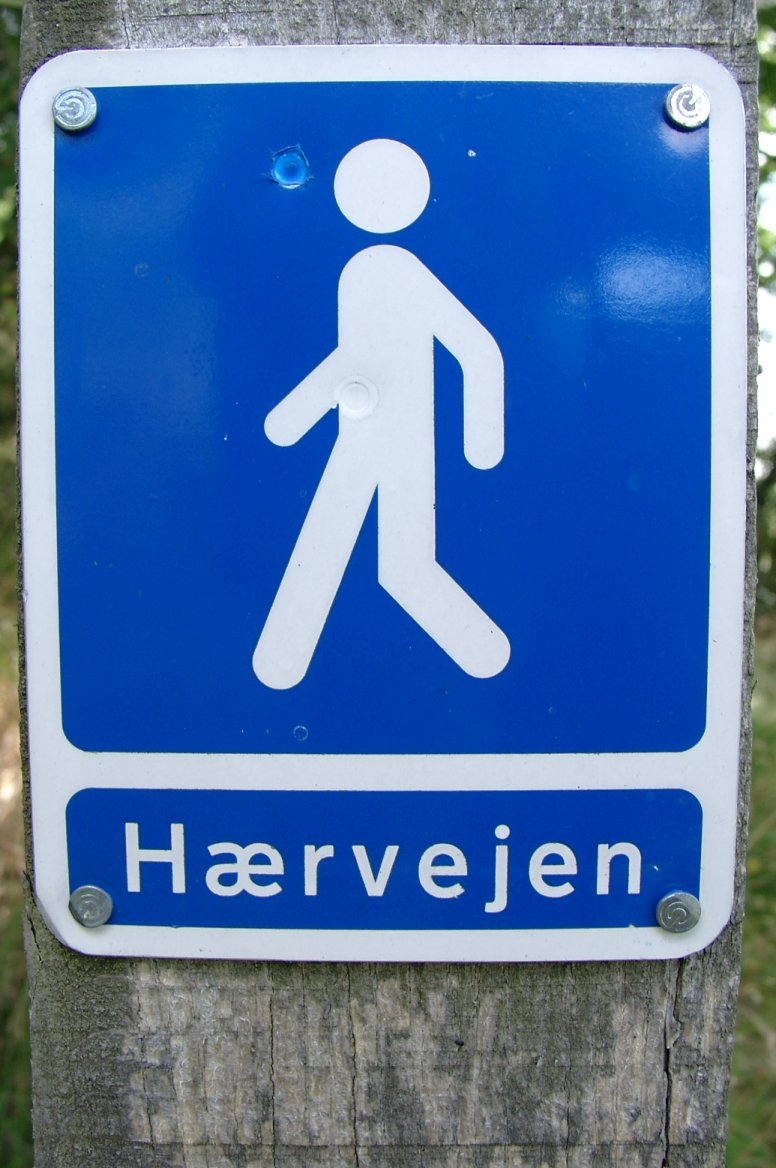

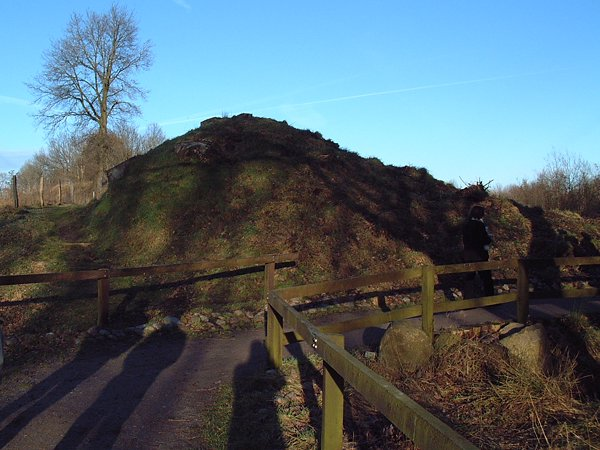
De kruising van de Hærvejen en de Danevirke

De Hærvejen (Deens, letterlijk: legerweg; Duits: Ochsenweg, letterlijk: ossenweg) is een prehistorische weg in Denemarken en in het Duitse Sleeswijk-Holstein. De weg loopt van Viborg via Flensburg naar Hamburg. De weg heeft in de loop van de geschiedenis veel andere namen gehad. De belangrijkste zijn veeweg (Studevejen) en ossenweg (Oksevejen/Ochsenweg).

## Geschiedenis

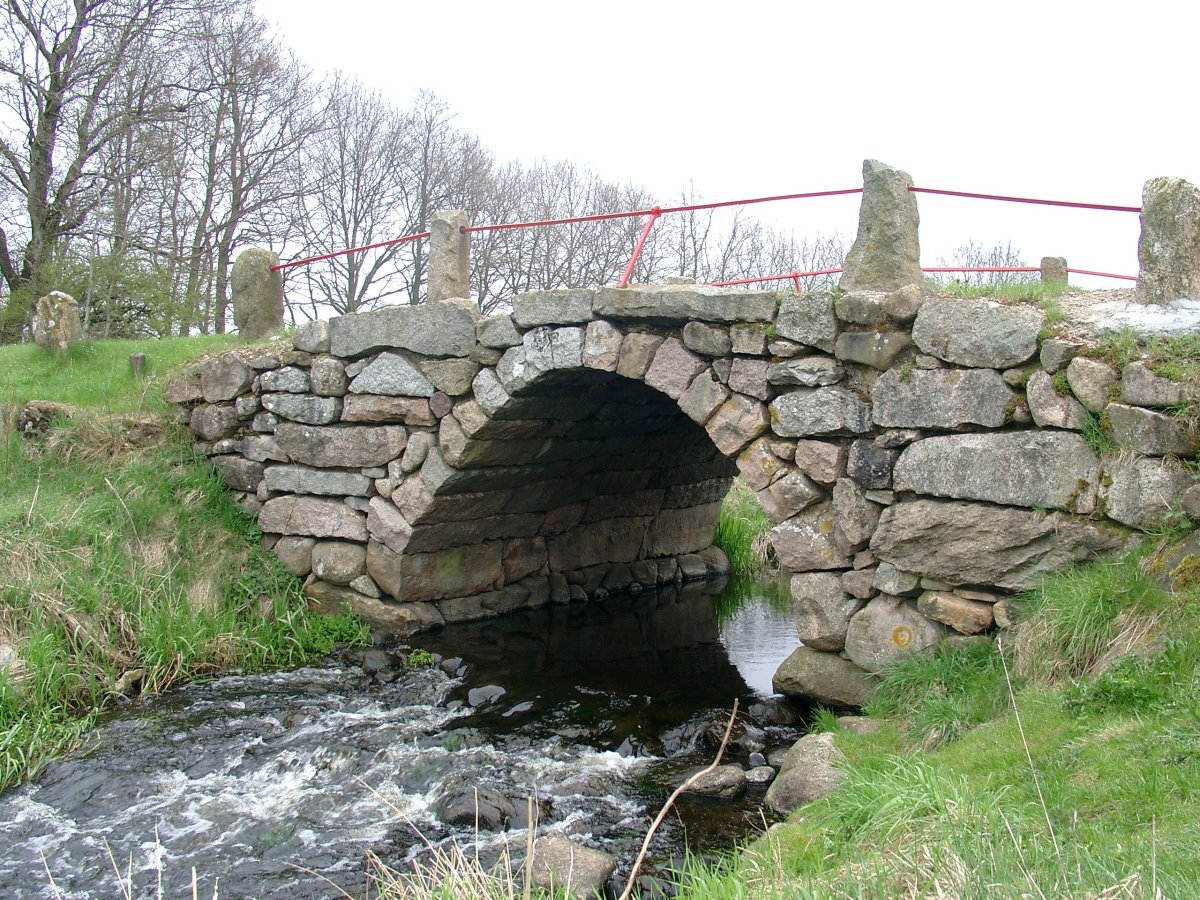
De Povlsbrug uit 1744

De Hærvejen loopt ongeveer over de waterscheiding van het schiereiland Jutland. Door deze weg te gebruiken kon men rivieren vermijden. De enige rivieren die men tegenkwam, werden dicht bij de bron overgestoken, waar de rivieren nog ondiep waren.
Later werd de weg verbeterd met bestrating en bruggen. Daardoor ontstonden veel nederzettingen aan de weg. De oudste delen zijn van ongeveer 4000 v.Chr., maar veel delen zijn later aangelegd. Sommige delen zijn zelfs honderd meter breed. Het gebruik van de weg nam af tijdens de Vikingtijd. Toen werd de scheepvaart belangrijker, waardoor steden aan het water werden gebouwd.
Twee van de oudste steden in Denemarken, Viborg en Jelling, liggen aan de Hærvejen.

## Gebruik
De Hærvejen was in de eerste plaats een handelsroute. De belangrijkste handelswaar was vee, vooral de ossen waarnaar de weg is genoemd. Jaarlijks werden tot 50.000 dieren over de weg vervoerd. Ook werden barnsteen, honing en bont richting het zuiden vervoerd. Metaal, glas en wapens werden richting het noorden vervoerd. In tegenstelling tot de naam Hærvejen (legerweg) is de weg zelden voor invasies gebruikt. Toch zijn er veel verdedigingswerken te vinden langs de weg, in het bijzonder de Danevirke.

## Tegenwoordig gebruik
Tegenwoordig volgen moderne wegen de route van de oude weg. In Jutland bestaat het grootste gedeelte uit de Primærrute 13. Er zijn plannen om deze weg om te bouwen tot een autosnelweg die naar de Hærvejen is genoemd, de Hærvejsmotorvejen.
Op sommige plaatsen is het nog steeds mogelijk om de oude route te zien. Delen zijn omgebouwd tot een langeafstandswandelpad. Elk jaar vindt er een populaire wandeling plaats, die bekendstaat als de Hærvejsmarchen. Er is een internationale fietsroute uitgezet tussen de Elbe en Viborg. In Denemarken wordt deze route aangeduid als nationale route "N3 - Ossenwegroute" (één van de nationale fietsroutes van Denemarken). Deze route loopt van Skagen via Viborg naar de Duitse grens en verder naar Hamburg. De gehele route is onderdeel van de EuroVelo EV3 Pelgrimsroute.